# هنري لابويسي
هنري ريتشاردسون لابويسي (بالإنجليزية: Henry Richardson Labouisse)‏ (11 فبراير 1904 - 25 مارس 1987). ابن هنري ريتشاردسون وفرانسيس ديفيرو ريشاردشون، كان قد عمل مديراً لمنظمة اليونسيف لمدة خمسة عشر عاماً. كما كان عضواً في مجلس العلاقات الأجنبية في الولايات المتحدة الأمريكية. تزوج من إليزابيث كلارك في 29 يونيو 1935. كما عمل كمحام وكان سفير الولايات المتحدة الأمريكية في فرنسا بين 1952 - 1954، وسفير الولايات المتحدة الأمريكية في اليونان بين 1962 - 1965. تزوج من إيف كوري ابنة ماري كوري بعد تسعة سنوات من وفاة زوجته أليزابيث.
استلمت منظمة اليونسيف جائزة نوبل للسلام عندما كان يعمل رئيساً لها عام 1965.

## روابط خارجية
- هنري لابويسي على موقع مونزينجر (الألمانية)